# Indianapolis 500 1991

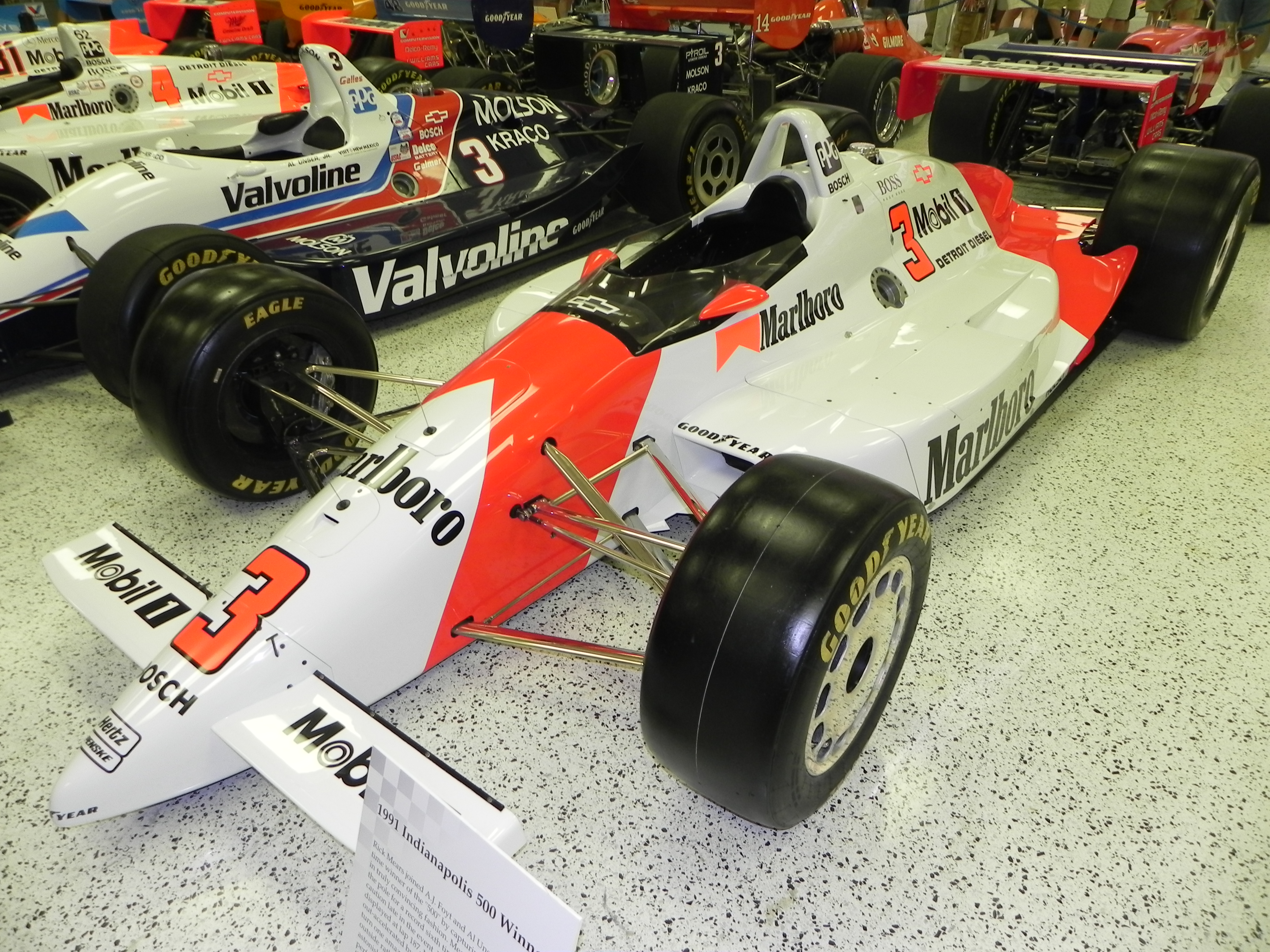
Rick Mears vinnarbil utställd på Indianapolis Motor Speedway Museum.

Indianapolis 500 1991 var ett race som kördes den 26 maj på Indianapolis Motor Speedway.

## Tävlingen
Rick Mears skrev in sig i historieböckerna genom att bli den förste att ta sin sjätte pole position, samt den tredje föraren att vinna tävlingen  fyra gånger. Tidigare hade Mears vunnit 1979, 1984 och 1988, och blev med sin fjärde seger 1991 en del av den exklusiva skaran som sedan tidigare inkluderade A.J. Foyt och Al Unser.
Mears tuffaste motståndare i tävlingen var Michael Andretti, som ledde med 15 sekunder över Mears, när det blev gulflagg på varv 182 av 200. Mears kunde ta ledningen, eftersom Andretti var tvungen att gå in för bränslepåfyllning, till skillnad från Mears. Det var ändå det som möjliggjorde Andrettis attack mot segern, då han annars hade tappat alltför mycket tid i depån för att kunna utmana om vinsten. Med sina nya däck tog sig Andretti förbi i kurva 1 på utsidan i samband med omstarten, men Mears lyckades göra om bedriften på nästa varv, och släppte sedan aldrig ledningen. 1990 års vinnare Arie Luyendyk slutade på tredje plats.

## Slutresultat
| Plats | Förare                | Grid | Kvalfart |
| ----- | --------------------- | ---- | -------- |
| 1     | Rick Mears            | 1    | 224.113  |
| 2     | Michael Andretti      | 9    | 220.943  |
| 3     | Arie Luyendyk         | 14   | 223.880  |
| 4     | Al Unser Jr.          | 6    | 219.823  |
| 5     | John Andretti         | 7    | 219.059  |
| 6     | Gordon Johncock       | 33   | 213.812  |
| 7     | Mario Andretti        | 3    | 221.818  |
| 8     | Stan Fox              | 17   | 219.501  |
| 9     | Tony Bettenhausen Jr. | 20   | 218.188  |
| 10    | Danny Sullivan        | 9    | 218.343  |
| 11    | Emerson Fittipaldi    | 15   | 223.063  |
| 12    | Scott Pruett          | 27   | 214.814  |
| 13    | Dominic Dobson        | 30   | 215.326  |
| 14    | Randy Lewis           | 31   | 214.565  |
| 15    | Jeff Andretti         | 11   | 217.632  |
| 16    | Hiro Matsushita       | 24   | 218.141  |
| 17    | Scott Brayton         | 19   | 218.627  |
| 18    | Bernard Jourdain      | 21   | 216.683  |
| 19    | Bobby Rahal           | 4    | 221.401  |
| 20    | Geoff Brabham         | 22   | 214.859  |
| 21    | Pancho Carter         | 32   | 214.012  |
| 22    | Gary Bettenhausen     | 13   | 224.468  |
| 23    | Tero Palmroth         | 26   | 215.648  |
| 24    | Mike Groff            | 18   | 219.015  |
| 25    | John Paul Jr.         | 25   | 219.852  |
| 26    | Jim Crawford          | 8    | 219.947  |
| 27    | Scott Goodyear        | 12   | 216.751  |
| 28    | A.J. Foyt             | 2    | 222.443  |
| 29    | Kevin Cogan           | 16   | 222.844  |
| 30    | Roberto Guerrero      | 28   | 214.027  |
| 31    | Eddie Cheever         | 10   | 218.123  |
| 32    | Willy T. Ribbs        | 29   | 217.358  |
| 33    | Buddy Lazier          | 23   | 218.692  |

Följande förare missade att kvalificera sig:
- Guido Daccò
- Mark Dismore
- Dean Hall
- Davey Hamilton
- Phil Krueger
- Johnny Parsons
- Ted Prappas
- Tom Sneva
- Didier Theys
- Paul Tracy
- Salt Walther
- Jeff Wood